# 五里营站
五里营站（蒙古语：ᠦ᠋ ᠯᠢ ᠶᠢᠩ）是呼和浩特地铁2号线的地铁车站，位于中华人民共和国内蒙古自治区呼和浩特市玉泉区昭君路街道锡林郭勒南路与包头大街交叉口地下，2020年10月1日開通运营。

## 车站结构
五里营站位于锡林郭勒南路与包头大街交叉口，沿锡林郭勒南路呈南北向布置，长495.5米，标准段宽22.7米，为地下两层岛式车站，车站南侧设有停车避让线和列车折返线。
| 地面              | 出入口 | A-D出入口 |
| 地下一层          | 站厅   | 客服中心、自动售票机、验票机                                                                                      |
| 地下二层          | 站台层 | \| \| \| █ 2号线往塔利东路（水上公园） \| \| 島式 · 開左邊车门 \| \| \| \| \| \| █ 2号线往阿尔山路（锡林公园） \| |
|                   |        | █ 2号线往塔利东路（水上公园）                                                                                     |
| 島式 · 開左邊车门 |        | |
|                   |        | █ 2号线往阿尔山路（锡林公园）                                                                                     |

## 车站出口
五里营站共设4个出口，各出口及周围设施如下所示：
| 出口编号            | 照片 | 地点                 | 可到达目的地 |
| ------------------- | ---- | -------------------- | ------------ |
| A · 出口            |      | 锡林郭勒南路（东侧） | 五里营公园   |
| B · 出口 · （设有） |      | 锡林郭勒南路（东侧） | 秋实璟峯汇   |
| C · 出口            |      | 锡林郭勒南路（西侧） | 万锦香颂     |
| D · 出口 · （设有） |      | 锡林郭勒南路（西侧） | 万锦融城     |
| 图例： 设有         |      |                      |              |

## 接驳交通

### 公交车
- 秋实·璟峯汇：26路
- 五里营：S15路

## 历史
- 2018年9月25日，车站主体结构封顶[4]。
- 2020年10月1日，本站随2号线通车一同开通[1]。